# Симплекс
Си́мплекс или n-ме́рный тетра́эдр (от лат. simplex ‘простой’) — геометрическая фигура, являющаяся n-мерным обобщением треугольника.

## Определение
Симплекс (точнее, n-симплекс, где число n называется размерностью симплекса) — это выпуклая оболочка n + 1 точки аффинного пространства (размерности n или больше), которые предполагаются аффинно независимыми (то есть не лежат в подпространстве размерности n − 1). Эти точки называются вершинами симплекса.
Симплекс может быть охарактеризован как множество всевозможных выпуклых комбинаций своих вершин {\displaystyle A_{i}}:
{\displaystyle \Delta =\left\{\sum _{i=0}^{n}t_{i}A_{i}:\left(\sum _{i=0}^{n}t_{i}=1\right)\wedge (\forall i\;t_{i}\geqslant 0)\right\}.}

## Связанные определения
- Открытым симплексом называется множество всевозможных барицентрических комбинаций своих вершин с положительными коэффициентами (при этом симплекс с теми же вершинами, удовлетворяющий определению из предыдущего раздела, именуют также замкнутым симплексом; в соответствии с терминологией общей топологии, замкнутый симплекс есть замыкание соответствующего открытого симплекса, а этот открытый симплекс есть открытое ядро замкнутого симплекса)[1][3].
- Остовом симплекса называется множество всех его вершин[4].
- Рёбрами симплекса называются отрезки, соединяющие его вершины[5].
- Гранями размерности s симплекса называются s-мерные симплексы, остовами которых служат подмножества остова исходного симплекса[6].
- Симплекс называют ориентированным, если его остов представляет собой вполне упорядоченное множество; при этом считается, что порядки, отличающиеся друг от друга чётной перестановкой вершин, задают одинаковую (под ориентированным {\displaystyle 0}-симплексом понимается точка, которой приписан знак: «плюс» или «минус»)[6][7].
- Симплекс, лежащий в евклидовом пространстве, называется правильным, если все его рёбра имеют одинаковую длину[8].

### Стандартный симплекс
Стандартный {\displaystyle n}-симплекс — это подмножество арифметического пространства {\displaystyle \mathbb {R} ^{n+1}}, определяемое как
{\displaystyle \Delta ^{n}=\left\{(t_{0},\dots ,t_{n}):\left(\sum _{i=0}^{n}t_{i}=1\right)\wedge (\forall i\;t_{i}\geqslant 0)\right\}.}
Его вершинами являются точки
e0 = (1, 0, …, 0),
e1 = (0, 1, …, 0),
…
en = (0, 0, …, 1).
Существует каноническое взаимно-однозначное отображение стандартного {\displaystyle n}-симплекса в любой другой {\displaystyle n}-симплекс Δ с координатами вершин {\displaystyle (v_{0},v_{1},\dots ,v_{n})}:
{\displaystyle (t_{0},\dots ,t_{n})\mapsto \sum _{i}t_{i}v_{i}.}
Значения {\displaystyle t_{i}} для данной точки симплекса Δ называются её барицентрическими координатами.

## Свойства
- n-мерный симплекс имеет {\displaystyle n+1} вершин, любые {\displaystyle k+1} из которых образуют k-мерную грань. 
  - В частности, число k-мерных граней в n-симплексе равно биномиальному коэффициенту {\displaystyle {\tbinom {n+1}{k+1}}.}
  - В частности, число граней старшей размерности совпадает с количеством вершин и равно {\displaystyle n+1}.
- Ориентированный объём n-симплекса в n-мерном евклидовом пространстве можно определить по формуле
{\displaystyle V={\frac {1}{n!}}\det(v_{1}-v_{0},v_{2}-v_{0},\dots ,v_{n}-v_{0}).}
  - Определитель Кэли — Менгера позволяет вычислить объём симплекса, зная длины его рёбер:
{\displaystyle V^{2}={\frac {(-1)^{n-1}}{2^{n}(n!)^{2}}}{\begin{vmatrix}0&1&1&1&\dots &1\\1&0&d_{01}^{2}&d_{02}^{2}&\dots &d_{0n}^{2}\\1&d_{10}^{2}&0&d_{12}^{2}&\dots &d_{1n}^{2}\\1&d_{20}^{2}&d_{21}^{2}&0&\dots &d_{2n}^{2}\\\vdots &\vdots &\vdots &\vdots &\ddots &\vdots \\1&d_{n0}^{2}&d_{n1}^{2}&d_{n2}^{2}&\dots &0\\\end{vmatrix}},}

где {\displaystyle d_{ij}=|v_{i}-v_{j}|} — расстояние между i-й и j-й вершинами, n — размерность пространства. Эта формула является обобщением формулы Герона для треугольников.
- Объём правильного n-симплекса с единичной стороной равен {\displaystyle {\frac {\sqrt {n+1}}{n!\cdot 2^{n/2}}}}.

- Радиус {\displaystyle R} описанной n-мерной сферы удовлетворяет соотношению
{\displaystyle (R\cdot V)^{2}=T,}

где {\displaystyle V} — объём симплекса, и
{\displaystyle T={\frac {(-1)^{n}}{2^{n+1}{(n!)}^{2}}}{\begin{vmatrix}0&d_{01}^{2}&d_{02}^{2}&\dots &d_{0n}^{2}\\d_{10}^{2}&0&d_{12}^{2}&\dots &d_{1n}^{2}\\d_{20}^{2}&d_{21}^{2}&0&\dots &d_{2n}^{2}\\\vdots &\vdots &\vdots &\ddots &\vdots \\d_{n0}^{2}&d_{n1}^{2}&d_{n2}^{2}&\dots &0\\\end{vmatrix}}.}

## Построение
Если размерность пространства равна n, то через любые n его точек можно провести гиперплоскость, и существуют множества из n + 1 точки, через которые гиперплоскость провести нельзя. Таким образом, n + 1 — минимальное число таких точек n-мерного пространства, которые не лежат в одной гиперплоскости; эти точки могут служить вершинами n-мерного многогранника.
Простейший n-мерный многогранник с количеством вершин n + 1 как раз и называется симплексом (принято также название «n-мерный тетраэдр»). В пространствах низшей размерности этому определению соответствуют такие фигуры:
- 0-симплекс (точка) — 1 вершина;
- 1-симплекс (отрезок) — 2 вершины;
- 2-симплекс (треугольник) — 3 вершины;
- 3-симплекс (тетраэдр) — 4 вершины.

Все эти фигуры обладают тремя общими свойствами.
1. В соответствии с определением, число вершин у каждой фигуры на единицу больше размерности пространства.
2. Существует общее правило преобразования симплексов низшей размерности в симплексы высшей размерности. Оно заключается в том, что из некоторой точки симплекса проводят луч, не лежащий в аффинной оболочке данного симплекса, и на этом луче выбирают новую вершину, которую соединяют рёбрами со всеми вершинами исходного симплекса.
3. Как следует из описанной в пункте 2 процедуры, любая вершина симплекса соединена рёбрами со всеми остальными вершинами.

## Описанная сфера
Вокруг любого n-симплекса в евклидовом пространстве можно описать n-сферу.
Для 1-симплекса это утверждение очевидно. Описанная 1-сфера будет представлять собой две равноудалённые от центра отрезка точки, совпадающие с концами отрезка, и её радиус будет составлять R = a/2. Добавим к 1-симплексу ещё одну точку и попробуем описать вокруг них 2-сферу.
Построим 2-сферу s0 радиусом a/2 таким образом, чтобы отрезок АВ был её диаметром. Если точка С находится за пределами окружности s0, то, увеличивая радиус окружности и смещая её в сторону точки С, можно добиться того, что все три точки окажутся на окружности. Если же точка С лежит внутри окружности s0, то подогнать окружность под эту точку можно, увеличивая её радиус и смещая в сторону, противоположную точке С. Как видно из рисунка, сделать это можно в любом случае, когда точка С не лежит на одной прямой с точками А и В. Не является помехой и несимметричное расположение точки С относительно отрезка АВ.
Рассматривая общий случай, предположим, что существует (n − 1)-сфера Sn−1 радиуса r, описанная вокруг некоторой (n–1)-мерной фигуры. Поместим центр сферы в начало координат. Уравнение сферы будет иметь вид
{\displaystyle x_{1}^{2}+x_{2}^{2}+x_{3}^{2}+\dots +x_{n-1}^{2}=r^{2}.\qquad (1)}
Построим n-сферу с центром в точке (0, 0, 0, ... 0, hS) и радиусом R, причём 
{\displaystyle R^{2}=r^{2}+h_{S}^{2}.}
Уравнение этой сферы
{\displaystyle x_{1}^{2}+x_{2}^{2}+x_{3}^{2}+\dots +x_{n-1}^{2}+(x_{n}-h_{S})^{2}=r^{2}+h_{S}^{2},}
или
{\displaystyle x_{1}^{2}+x_{2}^{2}+x_{3}^{2}+\dots +x_{n-1}^{2}=r^{2}-x_{n}^{2}+2x_{n}h_{S}.\qquad (2)}
Подставив в уравнение (2) xn = 0, получим уравнение (1). Таким образом, при любом hS сфера Sn−1 является подмножеством сферы Sn, а именно — её сечением плоскостью xn = 0.
Предположим, что точка С имеет координаты (x1, x2, x3, ..., xn ). Преобразуем уравнение (2) к виду
{\displaystyle x_{1}^{2}+x_{2}^{2}+x_{3}^{2}+\dots +x_{n-1}^{2}+x_{n}^{2}=r^{2}+2x_{n}h_{S}}
и подставим в него координаты точки С:
{\displaystyle X_{1}^{2}+X_{2}^{2}+X_{3}^{2}+\dots +X_{n-1}^{2}+X_{n}^{2}=r^{2}+2X_{n}h_{S}.}
Выражение в левой части представляет собой квадрат расстояния RC от начала координат до точки C, что позволяет привести последнее уравнение к виду
{\displaystyle R_{C}^{2}=r^{2}+2X_{n}h_{S},}
откуда можно выразить параметр hS:
{\displaystyle h_{S}={\frac {R_{C}^{2}-r^{2}}{2X_{n}}}.}
Очевидно, что hS существует при любых RC, Xn и r, кроме Xn = 0. Это значит, что если точка С не лежит в плоскости сферы Sn−1, всегда можно найти такой параметр hS, что на сфере Sn c центром (0, 0, 0, ..., hS) будут лежать и сфера Sn−1, и точка С. Таким образом, вокруг любых n + 1 точек можно описать n-сферу, если n из этих точек лежат на одной (n − 1)-сфере, и последняя точка не лежит с ними в одной (n − 1)-плоскости.
Рассуждая по индукции, можно утверждать, что n-сферу можно описать вокруг любых n + 1 точек, если они не лежат в одной (n − 1)-плоскости.

## Число граней симплекса
Симплекс имеет n + 1 вершин, каждая из которых соединена рёбрами со всеми остальными вершинами.
Поскольку все вершины симплекса соединены между собой, то тем же свойством обладает и любое подмножество его вершин. Это значит, что любое подмножество из L + 1 вершин симплекса определяют его L-мерную грань, и эта грань сама является L-симплексом. Тогда для симплекса число L-мерных граней равно числу способов выбрать L + 1 вершину из полного набора n + 1 вершин.
Обозначим символом К(L, n) число L-мерных граней в n-многограннике; тогда для n-симплекса
{\displaystyle K(L,n)=C_{n+1}^{L+1},}
где {\displaystyle C_{n}^{k}} — число сочетаний из n по k.
В частности, число граней старшей размерности равно числу вершин и равно n + 1:
{\displaystyle K(0,n)=K(n-1,n)=n+1.}

## Соотношения в правильном симплексе
Для правильного n-мерного симплекса обозначим:
- {\displaystyle a} — длина стороны;
- {\displaystyle H_{n}} — высота;
- {\displaystyle V_{n}} — объём;
- {\displaystyle R_{n}} — радиус описанной сферы;
- {\displaystyle r_{n}} — радиус вписанной сферы;
- {\displaystyle \alpha _{n}} — двугранный угол.

Тогда
- {\displaystyle H_{n}=a{\sqrt {\frac {n+1}{2n}}}=R_{n}{\frac {n+1}{n}}}
- {\displaystyle V_{n}={\frac {a^{n}}{n!}}{\sqrt {\frac {n+1}{2^{n}}}}={\frac {R_{n}^{n}}{n!}}{\sqrt {\left({\frac {n+1}{n}}\right)^{n}}}}
- {\displaystyle R_{n}=a{\sqrt {\frac {n}{2(n+1)}}}}
- {\displaystyle r_{n}={\frac {a}{\sqrt {2n(n+1)}}}={\frac {R_{n}}{n}}}
- {\displaystyle \cos \alpha ={\frac {1}{n}}} [8]
- {\displaystyle R_{n}=H_{n}{\frac {n}{n+1}}}
- {\displaystyle a^{2}=H_{n}^{2}+R_{n-1}^{2}}
- {\displaystyle V_{n}={\frac {1}{n}}V_{n-1}H_{n}}
- {\displaystyle r_{n}^{2}=R_{n}^{2}-R_{n-1}^{2}}

## Формулы для правильного симплекса
| Число L-мерных граней  | {\displaystyle K(L,n)={\tbinom {n+1}{L+1}}}                           | {\displaystyle K(L,n)={\tbinom {n+1}{L+1}}}                                              | {\displaystyle K(L,n)={\tbinom {n+1}{L+1}}}       | {\displaystyle K(L,n)={\tbinom {n+1}{L+1}}}        | {\displaystyle K(L,n)={\tbinom {n+1}{L+1}}}        |
| Высота                 | {\displaystyle H_{n}=a{\sqrt {\frac {n+1}{2n}}}}                      | {\displaystyle H_{n}=R_{n}{\frac {n+1}{n}}}                                              | {\displaystyle H_{2}=a{\frac {\sqrt {3}}{2}}}     | {\displaystyle H_{3}=a{\frac {\sqrt {6}}{3}}}      | {\displaystyle H_{4}=a{\frac {\sqrt {10}}{4}}}     |
| Объём                  | {\displaystyle V_{n}={\frac {a^{n}}{n!}}{\sqrt {\frac {n+1}{2^{n}}}}} | {\displaystyle V_{n}={\frac {R_{n}^{n}}{n!}}{\sqrt {\left({\frac {n+1}{n}}\right)^{n}}}} | {\displaystyle V_{2}=a^{2}{\frac {\sqrt {3}}{4}}} | {\displaystyle V_{3}=a^{3}{\frac {\sqrt {2}}{12}}} | {\displaystyle V_{4}=a^{4}{\frac {\sqrt {5}}{96}}} |
| Радиус описанной сферы | {\displaystyle R_{n}=a{\sqrt {\frac {n}{2(n+1)}}}}                    | {\displaystyle a=R_{n}{\sqrt {\frac {2(n+1)}{n}}}}                                       | {\displaystyle R_{2}=a{\frac {\sqrt {3}}{3}}}     | {\displaystyle R_{3}=a{\frac {\sqrt {6}}{4}}}      | {\displaystyle R_{4}=a{\frac {\sqrt {10}}{5}}}     |
| Радиус вписанной сферы | {\displaystyle r_{n}={\frac {a}{\sqrt {2n(n+1)}}}}                    | {\displaystyle r_{n}={\frac {R_{n}}{n}}}                                                 | {\displaystyle r_{2}=a{\frac {\sqrt {3}}{6}}}     | {\displaystyle r_{3}=a{\frac {\sqrt {6}}{12}}}     | {\displaystyle r_{4}=a{\frac {\sqrt {10}}{20}}}    |
| Двугранный угол        | {\displaystyle \cos \alpha ={\frac {1}{n}}}                           | {\displaystyle \cos \alpha ={\frac {1}{n}}}                                              | {\displaystyle \cos \alpha ={\frac {1}{n}}}       | {\displaystyle \cos \alpha ={\frac {1}{n}}}        | {\displaystyle \cos \alpha ={\frac {1}{n}}}        |

## Симплексы в топологии
Топологическим симплексом называют подмножество топологического пространства, которое гомеоморфно симплексу некоторого аффинного пространства (или, что то же самое, стандартному симплексу соответствующей размерности). Понятие топологического симплекса лежит в основе теории симплициальных комплексов (симплициальный комплекс — это топологическое пространство, представленное как объединение топологических симплексов, образующих триангуляцию данного пространства).